# Oliver Gaspar
Oliver Gaspar est un footballeur roumain devenu entraîneur, né le 15 juin 1925 à Brasov. 
Il dirige les joueurs du KV Malines de 1962 à 1965, puis ceux du SC Telstar lors de la saison 1965-1966.